# Kujtesa
Kujtesa é um provedor de serviços de Internet e TV a cabo localizado na cidade de Pristina, no Kosovo.
Fundada em 1995, a empresa obteve a sua maior conquista em 2006, quando lançou uma grande campanha de marketing em todo o Kosovo - tornando-se o primeiro provedor de banda larga na região.

## História
A empresa foi estabelecida durante um período em que havia pouquíssimas ou nenhuma oferta de produtos e serviços de informática no Kosovo. Em um pequeno escritório, a equipe da empresa, especializada na venda de computadores de gestão tornou-se muito sucedida em fornecer computadores. O desenvolvimento do negócio começou do zero e provou ser estimulante e consequentemente frutífera superando os obstáculos impostos em decorrência ao conflito no Kosovo em 1999. Com tal disputa, a Kujtesa perdeu a maior parte de seus ativos; tendo expectativas altas de ser drasticamente fechada ou começar uma nova era. No entanto, a equipe de gestão se reagrupou e retomou o mercado empresarial de tecnologia da informação (TI) no Kosovo e na região. A empresa começou a implantar os serviços de Internet e por conseguinte as redes locais. Dentro de um curto espaço de tempo, conseguiu desenvolver sua reputação provendo um dedicado serviço a preços acessíveis. Desde então, o provedor cobre 90% do território do Kosovo; também executa outras operações em Pristina que tornam possível a instalação de equipamentos e demais serviços técnicos. A Kujtesa é a primeira empresa no Kosovo a ter realizado instalações de Internet e acesso sem fio em todo o país. Além disto, a corporação é a primeira no Kosovo a implementar o equipamento técnico mais sofisticado, a tecnologia WiMAX.